# L'Eau vive (chanson)
Pour les articles homonymes, voir Eau vive.
L'Eau vive est une chanson française écrite, composée et interprétée par Guy Béart en 1958. Elle obtient un énorme succès et demeure un classique du répertoire de Guy Béart.

## Histoire
En 1957, la carrière de Guy Béart est en pleine ascension. Récompensé par l'Académie du disque français pour son premier album 33 tours, il fait la première partie de la chanteuse italienne Caterina Valente à l'Olympia, où malgré ses trous de mémoire et ses fous rire incontrôlables, il obtient un joli succès.
L'année suivante, il est choisi pour composer la musique du film de François Villiers, L'Eau vive, adapté du roman de Jean Giono. Malgré sa sélection au Festival de Cannes, le film passe relativement inaperçu auprès du public. Toutefois la chanson principale, L'Eau vive, qui revient régulièrement dans le film, remporte un grand succès commercial qui lance véritablement la carrière de Guy Béart. Entrée le 14 juin 1958 au hit-parade des ventes de 45 tours, elle reste pendant trois semaines à la première place.
La chanson doit une part essentielle de son succès à la simplicité de sa mélodie et de ses paroles. Hormis pour deux vers de la troisième strophe, Guy Béart n'utilise que trois rimes : o, ive et é. Contrairement aux rumeurs qui circulent depuis des années, elle ne possède aucun double sens érotique caché ou sous-entendu.

## Dans la culture
Sauf indication contraire, les informations mentionnées dans cette section peuvent être confirmées par le générique de fin de l'œuvre audiovisuelle présentée ici, ainsi que par la base de données cinématographiques IMDb,  présente dans la section « Liens externes ».
- 2016 : Éperdument de Pierre Godeau - musiques additionnelles (fredonnée par Adèle Exarchopoulos en ouverture du film)